# شارل لوبران
شارل لوبران (بالفرنسية: Charles Le Brun 
تنطق بالفرنسية: [ʃaʁl lə bʁœ̃]
؛ عُمد في 24 فبراير 1619 - 12 فبراير 1690) هو رسام فرنسي وعالم فراسة ومنظر في الفن ومدير لعدة مدارس فنية في عصره. بصفته رسامًا للملك لويس الرابع عشر، الذي أعلن أنه «أعظم فنان فرنسي في كل العصور»، كان شخصية مهيمنة في الفن الفرنسي في القرن السابع عشر وتأثر كثيرًا بنيكولا بوسان.

## سيرة شخصية
ولد لوبران في باريس، وجذب انتباه المستشار سيغوييه، الذي وضعه في سن الحادية عشرة في استوديو سيمون فوييه. كان لوبران أيضًا تلميذًا لفرانسوا بيرييه. حصل في سن الخامسة عشر على عمولات من الكاردينال ريشيليو، لقاء تنفيذ أظهر خلاله إمكانية حازت على إشادة سخية من نيكولا بوسان، الذي بدأت شراكته مع لوبران بروما عام 1642.
في روما، بقي أربع سنوات يتلقى معاشًا تقاعديًا لقاء تحرير المستشار. عمل هناك تحت إشراف بوسان، معتمدًا نظرياته في الفن. أثناء وجوده في روما، درس لوبران فن النحت الروماني القديم، وأنجز نسخًا تيمنًا برافاييل، واستوعب تأثير الرسامين المحليين.
لدى عودته إلى باريس في عام 1646، وجد لوبران العديد من الرعاة، وكان المشرف فوكيه أكثرهم أهمية، والذي رسم له لوبران صورة كبيرة لآن النمساوية. تزلَّف لوبران، الذي كان يعمل لدى شركة فو لو فيكونت، لمازاران، ثم ألّب كولبير سرًا ضد فوكيه.
كان لوبران القوة الأساسية وراء تأسيس الأكاديمية الملكية الفرنسية للرسم والنحت عام 1648، وانتُخب كواحد من الآباء الإثني عشر الأصليين المسؤولين عن إدارة الأكاديمية. بقي شخصيةً مهيمنة في الأكاديمية وتقلد مناصب مستشار في عام 1655 (ومنذ 1663 منصب مستشار مدى الحياة) ورئيس الأكاديمية من عام 1668 ومدير الأكاديمية من عام 1683. عندما تولى كولبير السيطرة على المؤسسة في عام 1661، كان لوبران موجودًا هناك لمساعدته في مساعيه لإعادة تنظيمها بهدف حث الأكاديميين على العمل من أجل تحقيق الأساس النظري لفن فرنسي وطني. أسس كلاهما أكاديمية فرنسا في روما عام 1666 كقاعدة للفنانين الشباب الواعدين الذين سيعيشون ويتعلمون هناك لفترة معينة على حساب التاج الفرنسي.
عمل لوبران على مشروع آخر هو فندق لامبرت. رسم لوبران السقف في معرض هرقل. بدأ لوبران العمل في المشروع عام 1650، بعد وقت قصير من عودته من إيطاليا. استمرت الزخرفة بشكل متقطع على مدى اثني عشر عامًا أو نحو ذلك، إذ توقفت بسبب تجديد فو لو فيكونت.[بحاجة لمصدر]
في عام 1660، أنشأوا الغوبلينز، التي كانت في البداية مدرسةً رائعة لتصنيع قماش النجود وكل أنواع الأثاث المطلوب في القصور الملكية. بقيادته للفنون الصناعية في غوبلينز -التي كان مديراً لها- والعالم الفني كله في الأكاديمية -التي شغل فيها كل منصب على التوالي- أضفى لوبران شخصيته الخاصة على كل ما أنتِج في فرنسا خلال حياته. كان لوبران منشئ «ستايل» لويس الرابع عشر وأعطى التوجيه إلى للنزعات الوطنية التي حملتها قرونًا بعد وفاته. أصبح للإنتاج الفني للفنانين والطلاب في غوبلينز لاحقًا تأثير قوي على الفن في أماكن أخرى من أوروبا.

### سنوات النجاح
كانت طبيعة موهبته الراسخة والحديثة متناغمة مع ذوق الملك، الذي أعجب جدًا بلوحات لوبران التي تصور دخوله المنتصر إلى باريس عام 1660 وزخارفه في قصر فو لو فيكونت 1661، كلفه بسلسلة من الموضوعات حول تاريخ الإسكندر. كان أول تلك الموضوعات لوحة «ألإسكندر وعائلة داريوس»، التي أسعدت لويس الرابع عشر لدرجة أنه كرم لوبران في مناسبة واحدة، والذي سُمي رسام الملك الأول، بمنحة تُقدر بـ 12,000 جنيه، وهو نفس المبلغ الذي كان يتلقاه سنويًا في خدمة فوكيه الرائع. أعلن الملك أن لو برون أعظم فنان فرنسي في كل العصور. قُلص حجم عائلة داريوس، والمعروفة أيضًا باسم ملكات فارس عند أقدام الإسكندر، قليلاً من قِبل لو برون، ونُقحت لإخفاء التغيير، مفترضًا أن تصبح اللوحة مماثلةً في الحجم للوحة باولو فيرونيز التي طلبها لويس الرابع عشر.
منذ ذلك التاريخ أشرف لو برون على كل ما يُنفذ في القصور الملكية. كان يجب الموافقة على التصاميم من قبل الملك قبل أن تُقدم في لوحات أو منحوتات. في عام 1663، أصبح لوبران مديرًا لأكاديمية الفنون الجميلة والنحت، إذ وضع أساس الأكاديميّة وأصبح سيدًا خالصًا منقطع النظير للفن الفرنسي في القرن السابع عشر. خلال هذه الفترة، كرس سلسلة من الأعمال لتاريخ الإسكندر الأكبر (معارك الإسكندر الأكبر)، ولم يفوت الفرصة لإقامة صلة أقوى بين عبقرية الإسكندر والملك العظيم. بينما كان يعمل على لوحة المعارك، أصبح أسلوب لو برون نابعًا من ذاته إذ ابتعد عن المعلمين القدامى الذين أثروا عليه.
انقطعت الأعمال في معرض أبولو في متحف اللوفر في عام 1677 عندما رافق لوبران الملك إلى فلاندرز (عند عودته من ليل رسم العديد من التراكيب في قصر سان جيرمان أونلاي)، وأخيراً -لأنها بقيت غير منتهية بعد وفاته- على يد عمال فرساي الكثر، حيث احتفظ لنفسه بقاعات الحرب والسلام وسلم السفراء وقاعة المرايا الكبرى. لا تُعد زخرفة لوبران مجرد عمل فني، إنها النصب التذكاري المؤكد للحكم.[بحاجة لمصدر]
في عام 1669، انتخب لويس الرابع عشر لتجديد فرساي بالكامل، الذي كان وقتها قصرًا صغيرًا في ذلك الوقت، وتحويله إلى مسكن فخم حيث يلتقي رعاياه والدبلوماسيين الأجانب. كان لوبران مسؤولاً عن الزخرفة وصولاً إلى أكثر التفاصيل الدقيقة للترتيب والعرض. بالإضافة إلى اللوحات الكلاسيكية، كانت صور عهد لويس تزين جدران القصر. كان المقصود من الهيكل كله وزخارفه أن يذهل الزوار بروعة الملك وثروته وذوقه. كان سلم السفراء الدرج الرئيسي عند مدخل فرساي من اكتماله في عام 1679 حتى تدميره في عام 1752. كان الملك مسروراً للغاية بمظهر السلم، إذ يُقال إنه أشار إليه بوصفه سلم السيد لوبران عندما عرضه على سفير من إسبانيا عام 1679.

## السنوات اللاحقة

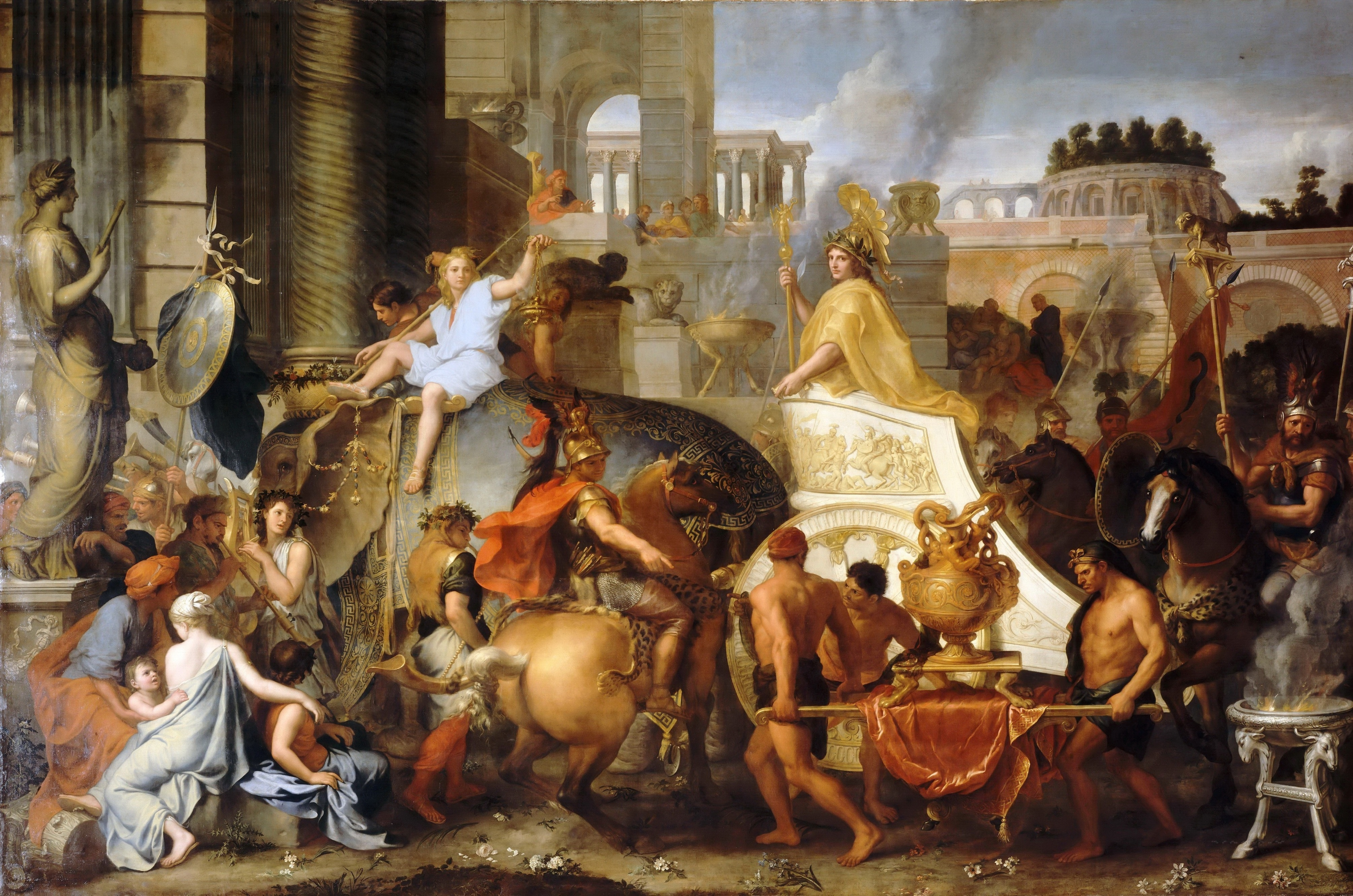
لوحة الإسكندر يدخل بابل ، بريشة شارل لوبران متحف اللوفر.

عند وفاة كولبير، لم يُظهر فرانسوا ميشيل لو تيلييه، ماركيز دو لوفوا، الذي نجح كمشرف في قسم الأشغال العامة، أي اهتمام بلوبران الذي كان المفضل لدى كولبيرت، وعلى الرغم من الدعم المستمر من الملك شعر لوبران بالتغيير المرير في موقفه. ساهم هذا في المرض الذي انتهى في 22 فبراير 1690 بوفاته في غوبلينز (قصره الخاص في باريس).

## روابط خارجية
- شارل لوبران على موقع الموسوعة البريطانية (الإنجليزية)
- شارل لوبران على موقع ميوزك برينز (الإنجليزية)
- شارل لوبران على موقع ديسكوغز (الإنجليزية)